# Kazacsinszkoje-lénai járás

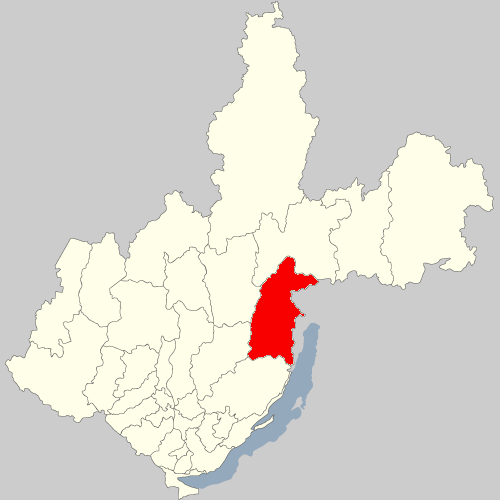
A Kazacsinszkoje-lénai járás az Irkutszki területen

A Kazacsinszkoje-lénai járás (oroszul Каза́чинско-Ле́нский райо́н) Oroszország egyik járása az Irkutszki területen. Székhelye Kazacsinszkoje.

## Népesség
- 1989-ben 29 394 lakosa volt.
- 2002-ben 21 127 lakosa volt.
- 2010-ben 18 829 lakosa volt, melyből 17 043 orosz, 490 ukrán, 174 tatár, 112 azeri stb.